# Дени Папен
Дени Папен (фр. Denis Papin; Блоа, Француска, 22. август 1647. — Лондон, 1712) био је француски физичар, научник и проналазач.
Пронашао је експрес лонац (1679. године) и поставио техничка правила за парну машину.